# Camorra (film, 1986)
Pour les articles homonymes, voir Camorra (homonymie).
Pour plus de détails, voir Fiche technique et Distribution.
Camorra (Un complicato intrigo di donne, vicoli e delitti) est un film policier italien réalisé par Lina Wertmüller sorti en 1986. Il a été présenté au 36e Festival de Berlin.

## Synopsis
Une ancienne prostituée, reconvertie dans la direction d'un hôtel à Naples, est blessée dans un guet-apens dans lequel meurt un trafiquant de drogue. Quand son fils, un jeune garçon de dix ans, est impliqué dans un cercle des petits trafiquants et utilisateurs de drogue, elle décide de découvrir la vérité : les instigateurs de la chaîne de crimes des trafiquants ne sont pas les patrons de la Camorra, mais un groupe de mères, déterminées à sauver leurs enfants de la drogue.

## Fiche technique
- Titre : Camorra
- Titre original : Un complicato intrigo di donne, vicoli e delitti
- Réalisation : Lina Wertmüller
- Scénario : Lina Wertmüller, Elvio Porta, Elena Di Stefano
- Photographie : Giuseppe Lanci
- Montage : Michael J. Duthie et Luigi Zitta
- Producteurs : Yoram Globus, Menahem Golan
- Sociétés de production : Italian International Film et Cannon Tuschinski Film Distribution
- Producteur délégué : Fulvio Lucisano
- Direction artistique : Gianni Giovagnoni
- Musique : Tony Esposito
- Langue : italien
- Genre : drame
- Pays :  Italie
- Format : Couleurs - 1,66:1 - Format 35 mm - Dolby
- Durée : 115 minutes
- Dates de sortie :
  -  Italie 24 janvier 1986
  -  France 18 juin 1986

## Distribution
- Ángela Molina : Annunziata
- Harvey Keitel : Frankie
- Isa Danieli : Carmela
- Paolo Bonacelli : Tango
- Elvio Porta
- Vittorio Squillante : Tony
- Tommaso Bianco : Baba
- Franco Angrisano
- Pino Ammendola : O' Dimonio
- Francisco Rabal : Guaglione
- Daniel Ezralow : Toto
- Lorraine Bracco (non crédité)